# Ligue des champions de rink hockey 1998-1999
Navigation
Ligue des champions 1997-1998 Ligue des champions 1999-2000
La Ligue des champions de rink hockey 1998-1999 est la 34e édition de la plus importante compétition européenne de rink hockey entre équipes de club, et la 3e sous la dénomination Ligue des champions. La compétition est remportée par Igualada qui devient champion d'Europe des clubs pour la 6e fois.

## Déroulement
Cette édition 1998-1999 se déroule en quatre phases : un tour préliminaire, un premier tour, une phase de poules et un Final four.
Le premier tour regroupe 16 des meilleures équipes européennes de rink hockey (dont les trois équipes vainqueurs du tour préliminaire).
Les matchs se jouent en confrontations aller-retour, comme le tour préliminaire. Les 8 équipes qui gagneront en score cumulé auront le droit de jouer la phase de poules. Les 4 équipes possédant le meilleur rang européen seront quant à eux reversé en Coupe CERS.
La phase de poules regroupe 8 équipes, réparties dans 2 poules de 4. Chaque équipe rencontre deux fois les autres équipes de la poule. Les 2 meilleures équipes de chaque poules joueront le Final Four.
Le Final Four regroupe sur 2 jours et en terrain neutre, les 4 meilleures équipes de la compétition.
Cette ultime phase est organisée sous la forme d'une coupe à élimination directe. L'équipe qui remporte la demi-finale et la finale gagnera alors le trophée de la Ligue Européenne des Champions 1999.

## Équipes qualifiées
| 1998/99           | 1998/99          | 1998/99     | 1998/99  |
| ----------------- | ---------------- | ----------- | -------- |
| FC Barcelona      | Pati Vic         | CE Noia     | Igualada |
| FC Porto          | Paço de Arcos    | SL Benfica  |          |
| Hockey Prato      | Vercelli         | Novara      |          |
| HC Quévert        | La Roche-sur-Yon | AS Merignac |          |
| Genéve RHC        | SC Thunerstern   | RSC Uttigen |          |
| Herne Bay United  |                  |             |          |
| Valkenswaardse RC |                  |             |          |

## Tour préliminaire
| Équipe         | Résultat | Équipe        | 1ª Match | 2ª Match |
| SC Thunerstern | 4-7      | Paço de Arcos | 0-2      | 4-5      |
| AS Merignac    | 4-10     | HC Quevert    | 2-3      | 2-7      |

## Premier tour
| Équipe        | Résultat | Équipe            | 1ª Match | 2ª Match |
| Paço de Arcos | 7-5      | Vercelli          | 4-2      | 3-3      |
| Genéve RHC    | 3-17     | Pati Vic          | 2-8      | 1-9      |
| SL Benfica    | 30-2     | Valkenswaardse RC | 19-1     | 11-1     |
| CE Noia       | 3-9      | Igualada          | 3-4      | 0-5      |
| RSC Uttigen   | 6-18     | FC Barcelone      | 2-9      | 4-9      |
| Hockey Prato  | 4-7      | Novara            | 2-3      | 2-4      |
| Quevert       | 3-30     | FC Porto          | 1-5      | 2-25     |
| Herne Bay     | 6-13     | La Roche-sur-Yon  | 5-4      | 1-9      |

## Phase de poules

### Groupe A
|               | Équipes | Pts | J | V | E | D  | BM | BE  | DB |
| ------------- | ------- | --- | - | - | - | -- | -- | --- | -- |
| FC Porto      | 11      | 6   | 5 | 1 | 0 | 31 | 13 | 18  |    |
| Igualada      | 7       | 6   | 3 | 1 | 2 | 25 | 20 | 5   |    |
| SL Benfica    | 4       | 6   | 2 | 0 | 4 | 24 | 25 | -1  |    |
| Paço de Arcos | 2       | 6   | 1 | 0 | 5 | 17 | 39 | -22 |    |

|               | POR | IGU | BEN | PAÇ |
| ------------- | --- | --- | --- | --- |
| FC Porto      |     | 8-3 | 3-1 | 8-2 |
| Igualada      | 2-2 |     | 6-3 | 6-1 |
| SL Benfica    | 4-5 | 3-1 |     | 9-5 |
| Paço de Arcos | 1-5 | 3-7 | 5-4 |     |

### Groupe B
|              | Équipes | Pts | J | V | E | D  | BM | BE  | DB |
| ------------ | ------- | --- | - | - | - | -- | -- | --- | -- |
| FC Barcelona | 12      | 6   | 6 | 0 | 0 | 38 | 12 | 26  |    |
| Novara       | 7       | 6   | 3 | 1 | 2 | 30 | 16 | 14  |    |
| Pati Vic     | 5       | 6   | 2 | 1 | 3 | 32 | 21 | 11  |    |
| Herne Bay    | 0       | 6   | 0 | 0 | 6 | 13 | 64 | -51 |    |

|              | BAR | NOV | VIC  | HER  |
| ------------ | --- | --- | ---- | ---- |
| FC Barcelona |     | 3-1 | 6-1  | 9-3  |
| Novara       | 2-5 |     | 2-2  | 16-2 |
| Pati Vic     | 3-6 | 2-3 |      | 9-1  |
| Herne Bay    | 2-9 | 2-6 | 3-15 |      |

## Final Four
|  | Demi-finales | Demi-finales |                |      | Finale | Finale |
|  |              |              |                |      |        |        |
|  | 31 mars 2007 |              |                |      |        |        |
|  |              |              |                |      |        |        |
|  | Igualada     | 3            |                |      |        |        |
|  | Igualada     | 3            | 1er avril 2007 |      |        |        |
|  | FC Barcelone | 1            |                |      |        |        |
|  | FC Barcelone | 1            | Igualada       | (4)6 |        |        |
|  | 31 mars 2007 |              | Igualada       | (4)6 |        |        |
|  |              | FC Porto     | 4(5)           |      |        |        |
|  | ' FC Porto   | FC Porto     | 4(5)           | 7    |        |        |
|  | ' FC Porto   |              |                | 7    |        |        |
|  | Novara       | 4            |                |      |        |        |
|  | Novara       | 4            |                |      |        |        |

| Ligue des champions 98–99 Vainqueur |
| ----------------------------------- |
|                                     |
| Igualada Hoquei Club (6e titre)     |